# فاطمه اسماعیلی
فاطمه اسماعیلی (زاده ۱۵ آذر ۱۳۷۶) بازیکن راست دست هاکی روی یخ اهل ایران است.
اسماعیلی عضو تیم آیس باکس ایران مال و فوروارد تیم ملی هاکی روی یخ بانوان ایران است. وی در مسابقات هاکی روی یخ بانوان قهرمانی آسیا و اقیانوسیه ۲۰۲۳ به مدال تیمی نقره دست یافت.
اسماعیلی در این بازی‌ها در هر ۶ مسابقه به میدان رفت.